# IPhone 16 Pro
O iPhone 16 Pro e o iPhone 16 Pro Max são smartphones desenvolvidos e comercializados pela Apple Inc. Juntamente com o iPhone 16 e o iPhone 16 Plus, formam a décima oitava geração do iPhone, sucedendo ao iPhone 15 Pro e ao iPhone 15 Pro Max, e foram anunciados a 9 de setembro de 2024 e lançados a 20 de setembro de 2024. O iPhone 16 Pro e o iPhone 16 Pro Max incluem um ecrã maior de 6,3 polegadas e 6,9 polegadas, um processador mais rápido, câmaras grande angular e ultra-grande angular atualizadas, suporte para Wi-Fi 7, baterias maiores e vêm pré-instalados com o iOS 18.

## Especificações

### Design e Exibição
Os modelos do iPhone 16 Pro mantêm o design de ecrã de ponta a ponta, mas apresentam margens mais finas, o que os torna os modelos mais finos de todos os produtos Apple até à data. O iPhone 16 Pro e o iPhone 16 Pro Max apresentam ecrãs OLED Super Retina XDR maiores, de 6,3 polegadas e 6,9 polegadas, respetivamente. Ambos os modelos têm ecrãs com um rácio de ecrã 13:6 sempre ativos, com uma densidade de 460 ppi e uma resolução de 2622 × 1206 (Pro) e 2868 × 1320 (Pro Max). Ambos incluem uma taxa de atualização dinâmica até 120 Hz, HDR10, com um brilho típico de 1000 nits e um pico de 2000 nits.
Ambos os modelos do iPhone 16 Pro estão disponíveis em quatro cores: o novo Titânio do Deserto, Titânio Natural, Titânio Branco e Titânio Preto, oferecendo um exterior leve e resistente a riscos. A cor Desert Titanium substituiu a cor Blue Titanium utilizada no iPhone 15 Pro e no iPhone 15 Pro Max.
| Cor | Nome               |
| --- | ------------------ |
|     | Titânio do Deserto |
|     | Titânio Natural    |
|     | Titânio Branco     |
|     | Titânio Preto      |

### Software
Uma das características do iPhone 16 Pro é a integração com o Apple Intelligence, um conjunto de funcionalidades de IA.
Antes do lançamento do iOS 18.4, a Apple adicionou a possibilidade de abrir o Visual Intelligence personalizando o botão de Acção ou o Ecrã Bloqueado, ou abrindo o Centro de Controlo no iPhone 16 Pro ou iPhone 16 Pro Max, bem como a possibilidade de premir e segurar o botão de Controlo da Câmara para abrir o Visual Intelligence.
Será também compatível com o iOS 26, cujo lançamento está previsto para setembro deste ano.

### Hardware
Os modelos do iPhone 16 Pro estão equipados com o chip Apple A18 Pro, desenvolvido com o processo TSMC N3E, que melhora significativamente o desempenho, especialmente em tarefas relacionadas com a IA. O chip inclui um CPU de 6 núcleos, um GPU de 6 núcleos e uma unidade de processamento neural de 16 núcleos (Neural Engine) com uma velocidade de 35 triliões de operações por segundo (TOPS), que acelera as capacidades de aprendizagem automática, permitindo a integração perfeita das capacidades de Apple Intelligence. Ambos os modelos oferecem 8 GB de memória e opções de armazenamento que variam entre 128 GB (256 GB para o Pro Max) e 1 TB.
Todos os modelos do iPhone 16 apresentam um design térmico melhorado. A placa lógica principal foi atualizada, centralizando o posicionamento dos chips e otimizando a arquitetura envolvente. A linha do iPhone 16 Pro maximiza a capacidade térmica com um chassis maquinado que utiliza 100% de alumínio reciclado, unido à estrutura de titânio por difusão de estado sólido. Isto é combinado com uma subestrutura de alumínio revestida a grafite. A Apple afirma que a nova arquitetura térmica permite uma melhoria de 20% no desempenho sustentado em jogos em comparação com o A17 Pro.
Todos os modelos da gama iPhone 16, excepto o 16e, são compatíveis com Wi-Fi 7 (802.11a/b/g/n/ac/ax/be). Numa análise feita pelo iFixit, o modem do modelo americano foi revelado como sendo um Qualcomm Snapdragon X71 (SDX71M-000).

### Câmara
O iPhone 16 Pro apresenta um sistema de câmara melhorado, com três câmaras traseiras e um scanner lidar. Conta com lentes "wide", "ultrawide" e "telefoto". A câmara de ecrã panorâmico tem 48 megapixéis, com estabilização ótica de imagem (OIS) por deslocamento do sensor e foco automático com deteção de fase de dois pixéis (PDAF). A câmara ultrawide tem 48 MP e um campo de visão de 120 graus, otimizado para condições de pouca luz. Uma câmara telefoto com zoom ótico de 5x, que antes era exclusiva do iPhone 15 Pro Max, vem agora de fábrica em ambos os modelos. Além disso, a gravação de vídeo suporta agora 4K a 120 fotogramas por segundo (fps), oferecendo a maior combinação de resolução e taxa de fotogramas do iPhone até à data, sendo o único iPhone a gravar em 4K em câmara lenta.

#### Botão de controlo da câmara
Todos os modelos do iPhone 16, exceto o iPhone 16e, vêm com um novo botão chamado Controlo da Câmara. Este botão está no lado direito do dispositivo e permite ao utilizador abrir a aplicação da câmara, alternar entre diferentes controlos e funcionalidades da câmara e tirar fotografias e vídeos. O botão distingue entre pressionamentos leves e fortes. Ao premir o botão uma vez, abre a aplicação da câmara. Ao pressioná-lo levemente duas vezes, abre um pequeno menu com diferentes controlos da câmara, como zoom ou tom, e se o utilizador o pressionar com força uma vez, tira uma fotografia. Se o utilizador o mantiver pressionado durante alguns segundos, inicia um vídeo.

## Lançamento e preço
As pré-encomendas do iPhone 16 Pro e do iPhone 16 Pro Max começaram a 13 de setembro de 2024 e ficaram disponíveis a 20 de setembro de 2024. O modelo do iPhone 16 Pro começa nos 999 dólares, enquanto o modelo Pro Max começa nos 1.199 dólares.

### Disponibilidade por região

#### 20 de setembro de 2024
- África do Sul
- Alemanha
- Arábia Saudita
- Austrália
- Áustria
- Bahrein
- Bélgica
- Brasil
- Bulgária
- Canadá
- China
- Chéquia
- Coréia do Sul
- Croácia
- Dinamarca
- Emirados Árabes Unidos
- Eslováquia
- Espanha
- Estados Unidos da América
- Finlândia
- França
- Grécia
- Hong Kong
- Hungria
- Índia
- Irlanda
- Itália
- Japão
- Luxemburgo
- Malásia
- México
- Noruega
- Nova Zelândia
- Omã
- Países Baixos
- Polónia
- Portugal
- Catar
- Reino Unido
- Sérvia
- Suécia
- Suíça
- Taiwan
- Tailândia
- Turquia

#### 27 de setembro de 2024
- Macau
- Vietnã

#### 18 de outubro de 2024
- Bangladesh
- Filipinas
- Israel

#### 11 de abril de 2025
- Indonésia (proibição de vendas suspensa)

### Proibição de vendas na Indonésia
A 20 de outubro de 2024, o Ministério da Indústria da Indonésia anunciou a proibição formal da venda e utilização de modelos do iPhone 16 na Indonésia, alegando que a Apple não tinha cumprido os investimentos prometidos no país e não tinha atingido o limite de 40% de conteúdo local para certificação. Posteriormente, a Apple ofereceu um investimento de 100 milhões de dólares em troca da revogação da proibição, mas o Ministério da Indústria rejeitou a oferta, afirmando que "não tinha cumprido os princípios de justiça" e exigiu um valor mais elevado, que foi posteriormente estimado em pelo menos um mil milhão de dólares.
Após novas negociações, que incluíram o plano de construir instalações de fabrico, investigação e desenvolvimento, o Ministério da Indústria levantou a proibição a 26 de fevereiro de 2025, estando a Apple agora em processo de obtenção de um certificado de conteúdo local para a venda dos modelos do iPhone 16 na Indonésia, a partir de 11 de abril.